# Centre des hautes études de l'Armement
Le Centre des hautes études de l’Armement (CHEAr), rattaché en dernier lieu à la direction des systèmes de forces et des stratégies industrielle, technologique et de coopération (D4S) de la DGA, était situé à l'École militaire à Paris

## Objet
La création du CHEAr, situé alors rue Sextius-Michel, est initiée par le premier délégué ministériel pour l'armement, le général d'armée Lavaud.
Le CHEAr s'adressait aux cadres militaires et civils en service à la direction générale de l'Armement (DGA) et aux cadres et officiers ayant un lien avec l'industrie de l'armement.
Il était l'équivalent, pour les officiers supérieurs de la DGA, de l'École de guerre, chargé de leur dispenser le second degré de l'enseignement militaire supérieur.
Le délégué général pour l'armement Joël Barre a ainsi été auditeur du CHEAr. 
Au 1er janvier 2010, l'Institut des hautes études de Défense nationale (IHEDN) absorbe les activités, les locaux et le personnel du CHEAr, à l'exception de ses activités de recherche transférées à l'IRSEM.
Depuis lors, les auditeurs officiers des corps de l'armement se partagent la session nationale  « politique de défense » ou la session nationale « armement et économie de défense » au sein de l'IHEDN.